# Maël-Pestivien
Maël-Pestivien (tiếng Breton: Mael-Pestivien) là một xã của tỉnh Côtes-d'Armor, thuộc vùng Bretagne, tây bắc Pháp.